# Lenny Trčková
Lenny Trčková (* 5. srpna 1978 Slavičín) je česká moderátorka, dramaturgyně, scenáristka a holistická koučka.
Pracovala jako moderátorka v České televizi (Dobré ráno, Tečka páteční noci, Styl, Škola doma, Sama doma) a jako dramaturgyně a moderátorka v autorských hudebních pořadech v hudební televizi Óčko a v Public TV. Své autorské pořady měla i na rádiích Frekvence 1, Expres radio, Hey Radio, Fajn Radio a Rádio Wave.

## Osobní život
Natáčí projekt o knihách Čtení tě mění a Veleknížka. Vyučuje etiketu na základních školách, je lektorkou pilates a věnuje se i holistickému koučinku, mentoringu, kineziologii a dalším technikách duchovního rozvoje.